# Riu Braldu
El riu Braldu (en urdú: برالڑو ندی) discorre pel districte de Skardu de Gilgit-Baltistan, al Pakistan. S'uneix al riu Basha Basna per formar el riu Shigar, a la vegada afluent del gran riu Indus.

## Geografia
El riu Braldu fa 78 quilòmetres de llargada i neix a la glacera Baltoro. Inicialment discorre 25 quilòmetres cap a l'oest, on rep les aigües de fusió de la glacera Biafo. Aquestes dues glaceres són de les més grans situades fora de les regions polars i es troben envoltades per quatre cims de més de vuit mil metres, entre els quals destaca el K2, el segon cim més alt del món.
El riu Braldu flueix gairebé cap a l'est, completament al districte de Skardu, al Baltistan, i forma la vall del Braldu. L'assentament més remot de la vall és el poble d'Askole, situat a la riba dreta del riu Braldu. Askole serveix com a campament base per a expedicions d'alpinisme i senderisme al Karakoram.
El riu Braldu travessa les poblacions de Korphe, Shamang, Barjand, Kharwa, Niyil i Tingstun. S'uneix al riu Basha Basna a cinc quilòmetres de Tingstun per formar el riu Shigar, al final de la vall de Braldu. El Basha Basna neix del Chogo Lungma i de les glaceres Sokha, que flueix cap al sud-est. El riu Shigar s'uneix al riu Indus a Skardu, després de 48 quilòmetres.